# Coțofenii din Dos
Coțofenii din Dos è un comune della Romania di 2 511 abitanti, ubicato nel distretto di Dolj, nella regione storica dell'Oltenia.
Il comune è formato dall'unione di 3 villaggi: Coțofenii din Dos, Mihăița, Potmelțu.